# Oscar Onley
Oscar Onley   (Kelso, 13 d'octubre de 2002) és un ciclista britànic de carretera, professional des del 2021 i que actualment corre per a l'equip Team Picnic PostNL.
Vencedor de diverses etapes en curses de més d'un dia, destaca el seu quart lloc al Tour de França de 2025.

## Palmarès en ruta
- 2022
  - Vencedor d'una etapa al Giro de la Vall d'Aosta
- 2024
  - Vencedor d'una etapa al Tour Down Under
- 2025
  - Vencedor d'una etapa a la Volta a Suïssa

### Resultats al Tour de França
- 2024. 39è de la classificació general
- 2025. 4t de la classificació general

### Resultats a la Volta a Espanya
- 2023. Abandona a la 2a etapa